# 勝山村 (岐阜県)
勝山村（かつやまむら）は、かつて岐阜県加茂郡にあった村である。
現在の加茂郡坂祝町勝山に該当する。

## 歴史
- 1889年（明治22年）7月1日 - 町村制により、勝山村が発足。
- 1897年（明治30年）4月1日 - 酒倉村、深田村、大針村、黒岩村、深萱村、取組村と合併し、坂祝村が発足。同日勝山村は廃止。

## 史跡
- 猿啄城跡